# International Canoe Federation
La International Canoe Federation (ICF) è la federazione sportiva internazionale, riconosciuta dal CIO che governa lo sport olimpico della canoa/kayak e lo sport dei World Games, canoa polo.

## Discipline
Principali
- Canoa sprint
- Canoa slalom
- Wildwater canoeing
- Canoa marathon
- Canoa polo
- Canoa freestyle
- Dragonboat
- Surfski

Altre
- Va-a
- Canoa vela
- Waveski
- Life saving (simile al Nuoto per salvamento, ma con la canoa)
- Rafting

## Campionati mondiali organizzati
- Campionati mondiali di canoa/kayak slalom
- Campionati mondiali di canoa/kayak velocità
- Campionati mondiali di canoa polo